# Geografia do Chile
O Chile é um país situado na América do Sul, localizando-se entre o oceano Pacífico, Argentina, Bolívia e Peru. A forma territorial do país é certamente uma das mais incomuns do planeta. Do norte ao sul, o Chile se estende por 4270 km, ao passo que entre leste e oeste estende-se por 177 km. Sua curta extensão leste-oeste em relação a sua longa extensão norte-sul faz com que ele se torne o país mais estreito do mundo. No mapa, o Chile aparece como uma longa faixa que se estende do meio da costa oeste da América do Sul até o extremo meridional do continente, onde se curva levemente a leste. Cabo Horn, o ponto mais ao sul das Américas, onde o oceano Atlântico e Pacífico se encontram, é território chileno. Seus vizinhos do norte são Peru e Bolívia, e a fronteira com a Argentina, a leste, estendendo-se por 5150 km, é uma das mais longas do mundo. 
A geografia do Chile é extremamente distinta, visto a abrangência de diversas latitudes em seu território, o que lhe confere diferentes tipos de clima, vegetação e distribuição populacional. Ao passo que, ao norte, encontra-se o mais árido deserto do planeta (Atacama), ao sul encontram-se geladas florestas úmidas, na chamada Patagônia Chilena. Toda a fronteira com a Argentina é acompanhada pela Cordilheira dos Andes, o que faz com que grande parte dos rios do país sejam de regime nival.
O país está localizado sobre a placa tectônica de Nazca, muito ativa, o que ocasiona violentos terremotos e maremotos - inclusive o maior terremoto já registrado na história, que atingiu 9,5 graus na escala Richter na região de Valdivia, em 1960. O sismo deu origem a ondas de 10 metros de altura, destruindo toda a costa próxima da ilha de Chiloé. Ao passo que, a leste, o país é serpenteado pela Cordilheira dos Andes, sua costa apresenta um grande declive, tendo o oceano Pacífico, mesmo próximo ao litoral, grandes profundidades - o que nada mais é do que um reflexo da grande atividade sísmica ao longo da costa, fruto dos constantes choques da Placa de Nazca com a Placa Sul-americana.
A corrente marítima de Humboldt percorre toda a costa chilena. De águas frias, move-se até ao norte, ativada pelo regime de vento predominante na borda oriental do anti-ciclone subtropical do Pacífico. Tal corrente modifica as temperaturas no norte do país, fazendo com que sejam mais frias do que corresponde a latitude do local.

## Fronteiras e pontos extremos
Tem 6172 km de fronteiras terrestres, fazendo fronteira com a Argentina (5150 km), com a Bolívia (861 km) e com o Peru (160 km). No lado oceânico, o país tem 6435 km de costa muito recortada.

## Topografia
Formado pela vertente ocidental da cordilheira andina, o território chileno possui 748 800 km² de área terrestre, caracterizada por sua uniformidade morfológica, com relevo geralmente acidentado, mas de estrutura simples e bem ordenada em três grandes faixas longitudinais: duas cadeias montanhosas e uma depressão central que as separa. Essas três unidades morfológicas datam do período terciário, quando o dobramento alpino elevou a cadeia dos Andes.
Na parte oriental encontra-se a primeira faixa longitudinal do relevo. Esse setor, formado pela cordilheira dos Andes (cuja parte setentrional é denominada Domeyko), apresenta uma topografia maciça e imponente. Desde sua formação, essa região montanhosa é atingida por um vulcanismo quase permanente e por frequentes movimentos sísmicos. No centro e norte dos Andes chilenos, os grandes vulcões, em atividade ou extintos (alguns cobertos por geleiras), constituem as maiores altitudes da cordilheira, como o pico Ojos del Salado (6.893m) e o monte de Llullaillaco (6.723m). Em direção ao sul, a altura diminui até dois mil metros na Terra do Fogo. A cordilheira se divide em inúmeras ilhas, estreitas e largas onde, devido à latitude, a ação dos gelos é muito acentuada. O relevo contínuo da cordilheira dificulta o acesso; no norte, as passagens naturais se localizam a altitudes próximas ou superiores a quatro mil metros (passos de passo de Socompa e San Francisco) e ao sul de Santiago alguns vales transversais de origem glacial facilitam o acesso à Patagônia argentina.
A segunda faixa longitudinal também se estende de norte a sul aos pés da cordilheira andina. Trata-se de uma depressão parcialmente preenchida com aluviões e depósitos de vários detritos que formam planícies estreitas e descontínuas, sobretudo nos pampas desérticos do norte (deserto de Atacama, pampa do Tamarugal), e no grande vale central que se estende entre Santiago e Puerto Montt, e que inclui as bacias dos rios Maule e Bío-Bío.
Paralelamente às duas faixas longitudinais anteriores, estende-se a cordilheira da Costa, de altitude muito mais moderada que os Andes. Sua altura também diminui de norte para sul, de três mil metros da zona de Atacama a dois mil metros na região de Santiago. Seu relevo perde continuidade na mesma direção: forma blocos isolados que, ao sul de Puerto Montt, afloram na ilha de Chiloé e em costas e arquipélagos bastante recortados. No centro e norte, entre a cordilheira da Costa e as águas do Pacífico, encontra-se uma faixa estreita de planícies costeiras e de terraços marinhos que formam um litoral muito reto. Tal fato se deve à disposição longitudinal do relevo que, não penetrando transversalmente no oceano, impede a formação de cabos e baías.
Pontos extremos
- Ponto mais baixo: 0m, Oceano Pacífico
- Ponto mais alto: 6880m, Ojos del Salado

## Clima
Devido a sua extensão em latitude, o Chile apresenta todos os climas característicos das regiões ocidentais, dos continentes, com exceção dos tropicais úmidos e polares.
No norte, (clima arido) fica o deserto (puna) Atacama, onde Iquique tem uma temperatura média anual de 18 °C e registra precipitações ínfimas. A partir dos 30º de latitude sul, o Chile central se caracteriza por um clima mediterrâneo, com temperatura média anual de 14 °C e precipitações de 360mm, com acentuada seca estival. Em direção ao sul ocorre uma queda de temperaturas e um aumento de precipitações, graças à umidade trazida pelos ventos oceânicos do sudoeste; Valdivia, cidade típica desse clima temperado oceânico, apresenta temperatura média anual de 12 °C e precipitações de 2.510mm. O extremo sul do país, devido à grande altitude, é dominado por um clima subpolar.
Essa variedade climática é atenuada de um extremo ao outro do território chileno pela influência moderadora do oceano Pacífico, que, percorrido pela 
corrente marinha fria de Humboldt, mantém relativamente baixas as temperaturas ao norte do paralelo 40º. Assim, a diferença entre as temperaturas médias anuais da fronteira peruana ao cabo Horn não vai além de 15 °C. No norte do país, as águas marinhas frias dão lugar a uma névoa permanente conhecidas pelo nome de camanchacas.
Nas regiões montanhosas ocorrem climas de tundra e de altas montanhas acima de quatro mil metros.

## Hidrografia

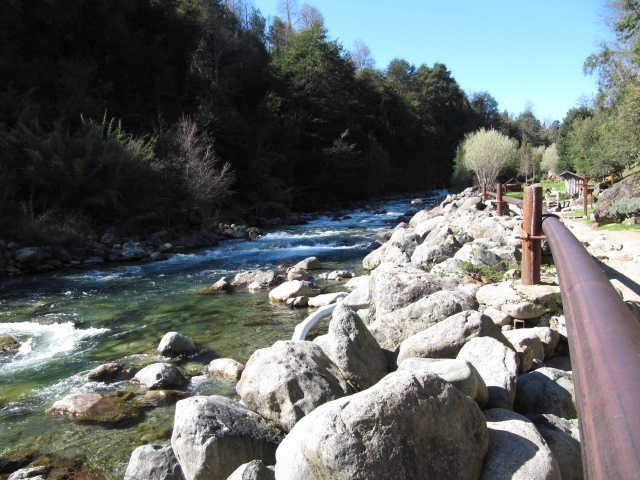
Ribeirão no Chile.

O Chile possui 8150 km² de águas internas. Sua hidrografia é cheia de rios curtos e sem nenhum afluente de cada um deles. A pequena distância que existe entre a cordilheira dos Andes e o oceano determina a configuração de uma rede hidrográfica de rios curtos e pouco articulados (correm paralelamente uns aos outros). O regime fluvial está diretamente relacionado com as condições climáticas: os rios do norte são pouco caudalosos e de regime muito irregular, devido à aridez do clima. O mais importante é o Loa, o único que consegue desembocar no oceano. Em direção ao sul, aumenta o número de cursos fluviais, bem como o volume de suas águas, alimentado pela fusão das neves e pelas chuvas cada vez mais abundantes; no centro e no sul do país, destacam-se os rios Copiapó, Huasco, Limari, Maipo, Bío-Bío, Valdivia e Maullín.

## Fauna e flora

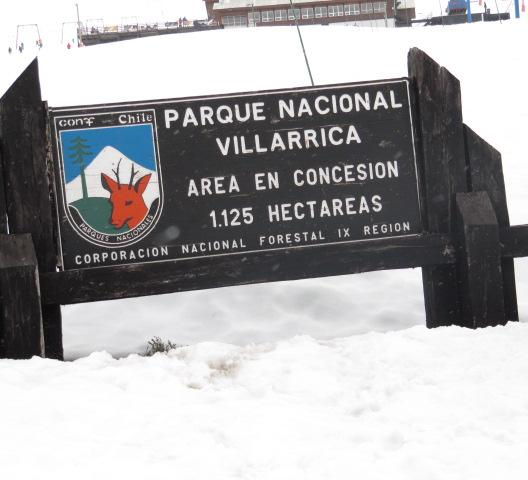
Placa de entrada de parque nacional no Chile.

No norte desértico, a umidade das névoas costeiras permite o desenvolvimento de florestas de alfarrobeiras, cactáceas e arbustos espinhosos. O clima mediterrâneo do Chile central propicia a formação de uma estepe de acácias e palmeiras chilenas mais densa que a correspondente aos climas mediterrâneos da Europa; no vale central, cresce o copihue, arbusto trepador cuja flor é típica do Chile. Em direção ao sul, num ambiente muito mais úmido, erguem-se as densas florestas de araucárias, carvalhos e faias, sobre uma densa cobertura de pteridófitas. Finalmente, no extremo sul do país, ocorre uma mistura de florestas e estepes.
A lhama, a alpaca, a vicunha, o puma, a chinchila e o huemul (um tipo de veado), são alguns dos mamíferos mais característicos do país, principalmente das regiões setentrionais e centrais. No extremo meridional destaca-se o guanaco, de que se obtém uma lã de excelente qualidade. O condor vive nos picos andinos, enquanto que nas costas meridionais encontram-se focas, pinguins e baleias.

## Dados geopolíticos

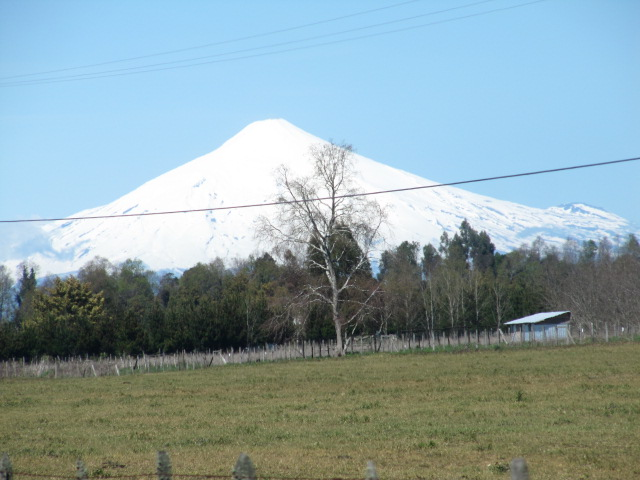
Montanha típica do Chile.

A capital chilena, Santiago, localiza-se na zona central do país e concentra cerca de 40% da população - cerca de 6,3 milhões de habitantes (Censo 2017). A sede do poder legislativo está localizada em Valparaíso, que também tem um dos mais importantes portos do país, junto aos de Iquique e Antofagasta, ao norte, responsáveis pela exportação de cobre. Outras importantes cidades do país são Viña del Mar, Puerto Montt e Temuco.
Também pertence ao país um dos locais mais isolados do mundo, a Ilha de Páscoa, também conhecida como Rapa Nui entre os nativos.